# C/2011 KP36 Spacewatch
C/2011 KP36 (Spacewatch) è una cometa che nonostante la sua attuale denominazione definisca come cometa non periodica è in effetti una cometa periodica, con un periodo di circa 240 anni: la cometa riceverà la sua denominazione definitiva quando sarà stata osservata al suo secondo passaggio al perielio, presumibilmente attorno all'anno 2256. La cometa al momento della scoperta il 21 maggio 2011 è stata ritenuta un asteroide, solo il 19 aprile 2012 si è scoperto che era in effetti una cometa.
La cometa ha un nucleo con un diametro dell'ordine dei 30-35 km.